# Gewone agaatspanner
De gewone agaatspanner (Eulithis populata) is een nachtvlinder uit de familie Geometridae (spanners). De voorvleugellengte bedraagt tussen de 13 en 18 millimeter. De soort komt verspreid over Noord-Amerika, Europa en Noord-Azië voor. Hij overwintert als ei.

## Waardplanten
De gewone agaatspanner heeft als waardplanten vooral bosbessen, maar ook populieren en wilgen.

## Voorkomen in Nederland en België
De gewone agaatspanner is in Nederland een schaarse en in België een algemene soort, die verspreid over het hele gebied kan worden gezien. De vlinder kent één generatie die vliegt van eind mei tot in augustus.